# Bảo tàng Luang Namtha

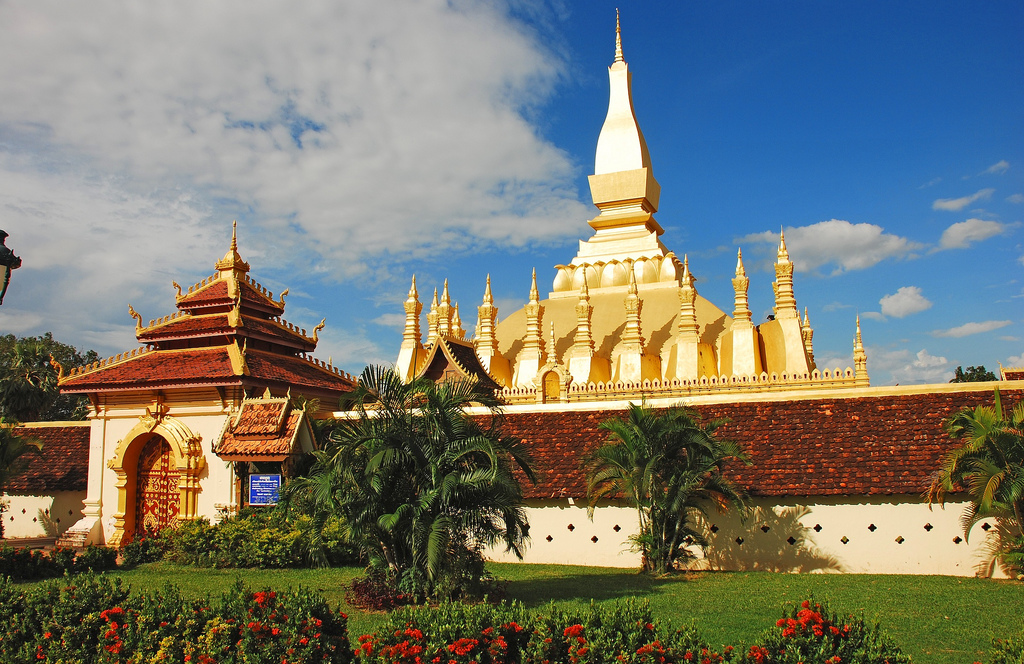
Ảnh chụp Bảo tàng Luang Namtha

Bảo tàng Luang Namtha còn gọi là Bảo tàng tỉnh Louang Namtha, là bảo tàng cấp tỉnh ở Luang Namtha, Lào. Phần lớn là một bảo tàng nhân chủng học chứa rất nhiều đồ vật liên quan đến người địa phương như trang phục dân tộc, trống đồng Khamu, hàng dệt, gốm sứ, công cụ, đồ dùng gia đình, vũ khí thủ công và các vật dụng liên quan đến Phật giáo.